# Dodecanolid
Dodecanolid ist ein Makrolid, also ein makrocyclisches Lacron.

## Vorkommen
Im Waldboden unter Nadelbäumen (Pinus radiata) wurden Dodecanolid und andere Lactone (Tetradecanolid und Hexadecanolid) gefunden, die vermutlich aus zersetztem Cuticula-Wachs entstehen und mitverantwortlich sind für den Geruch des Waldbodens.

## Herstellung
Dodecanolid kann durch Baeyer-Villiger-Oxidation von Cyclododecanon mit Permaleinsäure hergestellt werden.

## Reaktionen
Dodecanolid eignet sich für eine ringöffnende Polymerisation durch eine Lipase. In einer Studie waren Lipasen aus Bakterien der Gattung Pseudomonas besonders effizient. So können Polymere mit Molmassen über 10.000 g/mol hergestellt werden.
Dodecanolid eignet sich außerdem zur Synthese von 1-Triacontanol. Dazu wird das Lacton zunächst mit Diisobutylaluminiumhydrid zum Lactol reduziert. Dieses steht im Gleichgewicht mit 12-Hydroxydodecanal, wobei die Aldehydform bei weitem überwiegt. Wittig-Reaktion mit einem Phosphoran, welches aus 1-Bromoctadecan, Triphenylphosphan und Butyllithium hergestellt wird, ergibt eine C30-Alkenverbindung. Diese kann mittels Platin(IV)-oxid zu 1-Triacontanol hydriert werden.

## Sicherheitshinweise
Dodecanolid hat einen Flammpunkt von 113 °C.